# 1127
1127 (MCXXVII) var ett normalår som började en lördag i den julianska kalendern.

## Händelser

### Okänt datum
- Magnus Nilsson av Danmark gifter sig med Rikissa av Polen.
- Matilda av England gifter sig med Geoffrey av Anjou.

## Födda
- Constantia av Antiochia, furstinna av Antiochia.
- Esbern Snare, dansk storman.

## Avlidna
- Douce I av Provence, grevinna av Provence.
- Ly Nhan Tong, kejsare av Vietnam.